# Луїза Ейткен-Вокер
Луї́за Е́йткен-Во́кер (англ. Louise Dunn Aitken-Walker; нар. 21 січня 1960, Данс, Бервікшир, Шотландія, Велика Британія) — британська автогонщиця, чемпіонка світу з ралі серед жінок, володарка Трофея Сігрейва, кавалер ордена Британської імперії.

## Життєпис
Ейткен-Вокер почала брати участь у змаганнях в 1979 році і уже через два роки фінішувала 19-ю на своєму першому Ралі Великої Британії. У 1989 році вона брала участь у Чемпіонаті Великої Британії серед легкових автомобілів на автомобілі Opel Astra, посівши п'яте місце за очками. 1990 року вона стала першою в історії чемпіонкою світу серед жінок, що стало вершиною її успішної 14-річної кар'єри. За це досягнення того ж року вона була відзначена Трофеєм Сігрейва. 
У 1993 році вона вийшла на пенсію, щоб зайнятися своєю сім'єю (син Джон та дочка Джина) та зосередитися на своєму бізнесі. Разом зі своїм чоловіком Гремом вона керує компанією «Aitken-Walker Cars», що спеціалізується на продажі якісних уживаних автомобілів у Шотландії.
У вересні 2008 року Ейткен-Вокер взяла участь у Colin McRae Forest Stages Rally етапі чемпіонаті Шотландії з ралі, що проходив у Перті (Шотландія). Для участі в перегонах вона вибрала історичну модель Talbot Sunbeam Lotus. Вона була однією серед багатьох колишніх чемпіонів світу та Великобританії, які взяли участь у заході, присвяченому вшануванню пам'яті Коліна Мак-Рея, який помер у 2007 році.
У 2002 році Ейткен-Вокер була уведена до Зали спортивної слави Шотландії.

## Результати
Результати виступів у Чемпіонаті Великої Британії серед легкових автомобілів. Гонки, виділені жирним шрифтом, означають поул-позицію у класі.
| Рік  | Команда          | Автомобіль             | Клас    | 1   | 2      | 3      | 4      | 5      | 6      | 7      | 8      | 9      | 10     | 11     | 12     | 13       | Місце | Очок | Клас |
| ---- | ---------------- | ---------------------- | ------- | --- | ------ | ------ | ------ | ------ | ------ | ------ | ------ | ------ | ------ | ------ | ------ | -------- | ----- | ---- | ---- |
| 1989 | Dave Cook Racing | Vauxhall Astra GTE 16v | Class C | OUL | SIL 20 | THR 15 | DON 12 | THR 16 | SIL 19 | SIL 22 | BRH 15 | SNE 17 | BRH 15 | BIR 17 | DON 18 | SIL Схід | 5-е   | 72   | 2-й  |